# Sloughi
Sloughi, též arabský chrt nebo sluga, je chrt orientálního původu, pocházející z Afriky.

## Historie
Sloughi vznikala pravděpodobně na území dnešního Maroko, Tunisu nebo Libye. Do Orientu se patrně dostala jako dar núbijským faraonům z oblastí dnešní Asie. V té době však byla sloughi jiná, než ji známe dnes. Do své dnešní podoby dospěla v 7.–8. století př. n. l. Sloughi se stala společnicí na cestách kočovných pouštních kmenů Berberů, kteří obývali severní části Afriky. Všechny chrtí rasy původně vyšly zřejmě z jednoho hladkosrstého předka s dopředu spuštěným uchem, k typovým odlišnostem došlo tedy asi šlechtěním různými kmeny — např. azavak je dnes považován za psa kmene Tuarégů, oproti tomu saluki je považována za psa Beduínů.
Sloughi byla tak vysoce ceněna hlavně pro její práci při lovech. Doprovázela svého majitele a jeho sokola na lovu za zajíci, fenky, hyenami, pštrosy a gazelami. Všichni chrti jsou známí tím, že "loví očima", což znamená, že při lovu nepoužívají čich, ale zrak ano. Právě ten je jejich největší výhodou oproti ostatním psím plemenům.
Původ jména slougi není známý, ale je možná spojitost, s jemenským městem Saloug.

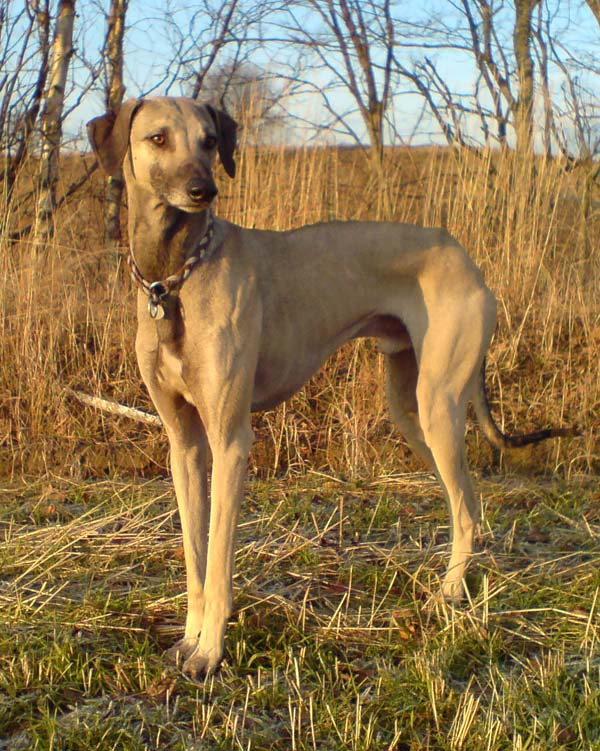

## Vzhled
Sloughi je elegantní, hrdý pes se suchým osvalením, neustále zanechávající dojem velmi ušlechtilého zvířete. Hlava je protáhlá a elegantní. Stop je málo výrazný. Mají vždy černou nosní houbu, jakékoliv jiné zbarvení je nepřípustné. Zuby mají nůžkovitý skus. Oči jsou velké a většinou tmavě hnědé. Uši vysoko nasazené a přiléhající k hlavě. Krk je dlouhý a bez laloku. Hřbet je dlouhý, klenutý. Ocas dlouhý, bez praporců a do špičky se zužuje. Nohy jsou velmi dlouhé, dobře osvalené. Tlapky kulaté, téměř kočičí. Tmavé drápky.

## Povaha
Sloughi jsou aktivní, mrštné a hbité. Také sebevědomé a hrdé. Dokáží se sami rozhodnout. Mají vyvinutý lovecký pud, protože pokud vidí něco zajímavého, běží se tam podívat, přičemž dokáží vyvinout rychlost až 55 km/h. Nikdy nebudou otrocky poslušné, jako je třeba labradorský retrívr.